# Lamprophis abyssinicus
Espèce
Lamprophis abyssinicus est une espèce de serpents de la famille des Lamprophiidae. 

## Répartition
Cette espèce est endémique d'Éthiopie.

## Description
L'holotype de Lamprophis abyssinicus, une femelle, mesure 483 mm dont 65 mm pour la queue. Cette espèce a la face dorsale brun noirâtre uniforme et la face ventrale blanc grisâtre.

## Étymologie
Son nom d'espèce, abyssinicus, lui a été donné en référence au lieu de sa découverte, l’Éthiopie dont l'ancien nom était Abyssinie.

## Publication originale
- Mocquard, 1906 : Description de quelques reptiles et d’un batracien d’espèces nouvelles. Bulletin du Museum national d'histoire naturelle, vol. 12, p. 247-253 (texte intégral).